# Água Grande
Água Grande är ett distrikt i São Tomé och Príncipe. Dess huvudort är São Tomé. Den har en yta på 16,5 km2, och den hade 69 772 invånare år 2012.

## Vänorter
- Lissabon, Portugal[2]